# 新潟フェイズ
新潟フェイズ（にいがたフェイズ、NIIGATA PHASE）は、かつて新潟県新潟市中央区万代に存在したライブ・イベントスペース。新潟交通グループ、東北電力、キリンビールなどが出資し、その後は新潟交通の子会社である株式会社万代開発が施設の運営管理を行っていたが、2007年12月31日を以って営業を終了した。

## 概要・歴史
「環日本海時代の先駆けとして、新潟から新しい文化を数多く生み出し育てていきたい」という願いから、新潟市に拠点を置く財界各社の出資によって、信濃川に架かる萬代橋の東詰北側にライブスペースを建設する事が決まり、1992年8月6日にオープン。新潟フェイズと命名された。Phaseは英語で「（変化する）姿」や「段階」などを意味している。フェイズは全国的・世界的にも珍しい「シャッター建築」で、直方体の躯体はシャッターで覆われたような構造になっており、また信濃川側（西側）のシャッター4枚は可動式で、イベント内容などに応じて開閉し、外の芝生スペースと一体的に使用することができるよう設計されていた。設計者の「イベントを開放的に楽しんでほしい」というコンセプトから、このような外観構造になったものである。またエントランス前にはレストラン「ラシントンカフェ」が併設されていた。
ライブハウスとしては当時県内で最大規模の設備を有し、コンサートだけでなく展覧会や見本市、プロレス興行などが開催された他、ディスコイベントも度々開催されていた。万代シテイに近く、新潟駅万代口からも最寄りバス停（西小針線・バスセンター前バス停）から徒歩1分強というアクセス条件の良さも強みだった。
当初は7年程度で解体することを想定した低コスト建築をコンセプトとしていたが、実際には10年以上にわたって続いた。しかし2003年春、フェイズ北側の万代島に「朱鷺メッセ」が、さらにエフエムラジオ新潟の新社屋内にライブハウス「NIIGATA LOTS」が相次いでオープンするなど、新潟市内にフェイズと類似する施設が建設され、さらにシャッター構造で断熱性が低い上に外気が入り込みやすく、空調の効きが著しく悪いなど設備面での問題点も仇となり、稼動日は次第に減少して採算が悪化した。このため新潟フェイズは2007年12月31日のカウントダウンイベントを最後に閉鎖されることになった。またラシントンカフェもこれに先立ち、同年12月29日に営業を終了した。
2008年春までに敷地内の建物は全て解体され、跡地ではその後清水建設、三井不動産レジデンシャルなどによってマンション「パストラルハイム萬代橋」の建設が進められ、2010年3月に竣工した。同マンションの敷地内には、フェイズが所在した当時の痕跡はほとんど残っていない。

## 補足
フェイズ北側の隣接区画（万代3丁目3番6号）にはかつて「香港」というキャバレーがあり、ドーム型の屋根が威容を誇っていた。アコーディオニストのcobaは幼少期に新潟市に在住していた時期があり、以前フェイズで行われたライブでその旨を語ったことがある（1999年7月24日、「Music Space“テクノキャバレー”」第1回公演にて）。